# 厄普舍號驅逐艦 (DD-144)
亞普修爾號驅逐艦（舷號DD-144）是一艘美國海軍建造的驅逐艦，為維克斯級驅逐艦的70號艦。她是美軍第一艘以厄普舍為名的軍艦，以紀念美國內戰時期的海軍軍官約翰·厄普舍（John Henry Upshur）。
厄普舍號在1918年於克雷普父子造船廠開始建造，在同年下水服役，其時第一次世界大戰已經結束。稍後厄普舍號分別在北歐海域、大西洋、東太平洋及遠東亞洲艦隊執勤，並在1922年退役封存。1930年厄普舍號重返現役，在太平洋及大西洋之間作訓練用途，於1936年再次退役。第二次世界大戰爆發後，厄普舍號重新服役，並在1940年派到西印度群島，防止該區的法國殖民地落入納粹德國手中。稍後厄普舍號恢復中立巡航。美國參戰後，厄普舍號繼續其護航任務，於1944年改為靶艦，以訓練海軍飛行員。戰後厄普舍號在1945年退役除籍，並在1947年出售拆解。